# Cnemidaria cocleana
Cnemidaria cocleana là một loài thực vật có mạch trong họ Cyatheaceae. Loài này được Stolze mô tả khoa học đầu tiên năm 1974.